# Осокорівка (річка)
Осоко́рівка — річка в Україні, права притока Плоскої Осокорівки, притоки Дніпра (басейн Чорного моря). Довжина 15 км. Площа водозбірного басейну 185 км². Похил 4,7 м/км. Долина V-подібна.
Живиться за рахунок атмосферних опадів. Льодостав нестійкий (з грудня до початку березня). Використовується на сільськогосподарські потреби. Споруджено ставки.
Бере початок на східних околицях села Панасівка. Тече переважно в напрямку південь — захід — південь. Тече територією Синельниківського району Дніпропетровської області через села Вербки-Осокорівка, Павлівка, Дубо-Осокорівка, Варварівка та Зелене. Впадає до Плоскої Осокорівки в районі села Олександропіль.

## Притоки
- Суха, Кринична, Крута (ліві).